# Mahamadou Cissé
Mahamadou Cissé (Kayes, 1951 – Bamako, 9 settembre 2016) è stato un regista maliano.

## Biografia
Mahamadou (Mamo) Cissé nasce nel 1951 a Kayes, nel Mali. Abbandonati gli studi di diritto viene ingaggiato da una squadra di calcio di professionisti e, nel 1984, pubblica il suo primo romanzo, La roue de la vie.
Attratto dalle capacità espressive dei mezzi audiovisivi si dedica poi al cinema e nel 1989 realizza Falato, il suo primo mediometraggio.

## Filmografia
- 1989 - Falato, mm
- 1992 – Yelema, lm
- 1997 - Yelema II, lm